# Cubatyphlops notorachius
Cubatyphlops notorachius är en ormart som beskrevs av THOMAS och HEDGES 2007. Cubatyphlops notorachius ingår i släktet Cubatyphlops och familjen maskormar. Inga underarter finns listade i Catalogue of Life.
Denna orm förekommer i en liten region i sydöstra Kuba i låglandet. Den vistas i torra buskskogar och i sanddyner med lite växtlighet. Honor lägger antagligen ägg.
Beståndet påverkas troligtvis negativ av turism och orkaner. Populationens storlek är okänd. IUCN listar arten med kunskapsbrist (DD).